# الشاكرية (العقبة)
الشاكرية منطقة سكنية تقع في لواء القويرة، محافظة العقبة في الأردن. تنتمي المنطقة لقضاء القويرة الذي يضم 10 مناطق. يقدر عدد سكانها بـ 309 نسمة حسب إحصاء 2015. تم تصوير فيلم ذيب والذي تم ترشيحه لجوائز الاوسكار عام 2016.

## الوصلات الخارجية
- دائرة الاحصاءات العامة